# Rumoi

Rumoi (留萌市 Rumoi-shi?) este un municipiu din Japonia, prefectura Hokkaidō.